# Luciano Chailly
Luciano Chailly (ur. 19 stycznia 1920 w Ferrarze, zm. 24 grudnia 2002 w Mediolanie) – włoski kompozytor.

## Życiorys
Uczył się gry na skrzypcach i wiolonczeli. W 1943 roku ukończył studia muzykologiczne na Uniwersytecie Bolońskim. Następnie studiował kompozycję u Renzo Rinaldo Bossiego w konserwatorium w Mediolanie, w 1945 roku uzyskując dyplom. W 1948 roku uczęszczał na kursy u Paula Hindemitha w Salzburgu. W latach 1951–1967 był dyrektorem działu muzycznego RAI. Dyrektor artystyczny mediolańskiej La Scali (1968–1971), Teatro Regio w Turynie (1972), Angelicum w Mediolanie (1973–1975), Areny w Weronie (1975–1976) i opery w Genui (1983–1985). Od 1968 do 1981 roku wykładowca konserwatorium w Mediolanie. W 1968 roku nagrodzony międzynarodową nagrodą Le Muse.
Jego synem jest Riccardo Chailly.

## Twórczość
Tworzył w idiomie neoklasycznym, nawiązując do tradycji włoskiego weryzmu. Miejscami sięgał także po elementy dodekafonii i muzyki elektronicznej.

## Ważniejsze kompozycje
(na podstawie materiałów źródłowych)

### Utwory orkiestrowe
- Suite (1946)
- Toccata (1948)
- Musica di strada (1949)
- Ricercare (1950)
- 12 sonate tritematiche (1951–1961)
- Sequence dell’Artide (1962)
- Improvvisazione na wiolonczelę, wibrafon i orkiestrę (1962)
- Piccole serenate na smyczki (1967)
- Contrappunti su 4 dimensioni (1974)
- Newton-Variazioni na orkiestrę kameralną (1979)
- Es-Konzert (1980)
- Psicosi na instrumenty i perkusję (1980)
- Es-Kammerkonzert (1983)
- Una domenica pomeriggio na fortepian i orkiestrę (1997)

### Utwory chóralne
- Lamento dei morti e dei vivi na solistów, chór i orkiestrę (1949)
- Uxor tua na chór i orkiestrę (1951)
- Cantata na solistów, chór i orkiestrę (1959)
- Piccola messa na głos żeński i organy (1960)
- Missa Papae Pauli VI na 6-głosowy chór i orkiestrę (1966)
- Tiadele-Mo na baryton, chór mieszany, 6 trąbek i kotły (1967)
- Liziche della risistanze vietnamita na baryton i 11 instrumentów (1974)

### Opery
- Ferrovia sopraelevata, libretto według Dino Buzzatiego (wyst. Bergamo 1955)
- Una domanda di matrimonio, libretto według Antona Czechowa (wyst. Mediolan 1957)
- Il canto del cigno, libretto kompozytora według Antona Czechowa (wyst. Bolonia 1957)
- La riva delle Sirti, libretto Renato Prinzhofer według Juliena Gracqa (wyst. Monte Carlo 1959)
- Procedura penale, libretto według Dino Buzzatiego (wyst. Como 1959)
- Il mantello, libretto według Dino Buzzatiego (wyst. Florencja 1960)
- Era proibito, libretto według Dino Buzzatiego (wyst. Mediolan 1963)
- Vassiliev, libretto kompozytora według Antona Czechowa (wyst. Genua 1967)
- Markheim, libretto Renato Prinzhofer według R.L. Stevensona (wyst. Spoleto 1967)
- L’idiota, libretto według Fiodora Dostojewskiego (wyst. Rzym 1970)
- Sogno, ma forse no (wyst. Triest 1974)
- Il libro dei reclami, libretto Renato Prinzhofer według Antona Czechowa (wyst. Wiedeń 1975)
- La Cantatrice calva, libretto kompozytora według Eugène’a Ionesco (wyst. Wiedeń 1985)

### Balety
- Fantasmi al Grand-Hôtel (wyst. Mediolan 1960)
- Il cappio (wyst. Neapol 1962)
- L’urlo (wyst. Palermo 1967)
- Shee (wyst. Melbourne 1967)
- Mata Hari (1974)
- Anna Frank (wyst. Werona 1981)
- Es-Ballet (1983)